# Marcus Camby
Marcus Dion Camby  (Hartford, 22 maart 1974) is een Amerikaans voormalig basketbalspeler die als center en als power forward speelde. Hij speelde zeventien seizoenen in de NBA (1996-2013) voor zes verschillende teams. Camby werd in 2007 verkozen tot NBA Defensive Player of the Year.

## Carrière
Camby speelde collegebasketbal voor de UMass Minutemen van 1993 tot 1996. Hij werd als tweede gekozen in de NBA draft van 1996 door de Toronto Raptors. In juni 1998 werd hij geruild naar de New York Knicks voor Sean Marks, Charles Oakley en een geldsom. Vier jaar later werd hij geruild naar de Denver Nuggets samen met Nenê en Mark Jackson voor Antonio McDyess en Frank Williams en een draftkeuze.
In juli 2008 werd hij samen met een draftkeuze geruild naar de Los Angeles Clippers voor een andere drafkeuze. In februari 2010 werd hij geruild naar de Portland Trail Blazers voor Steve Blake en Travis Outlaw. In maart 2012 werd hij geruild naar de Houston Rockets voor Jonny Flynn, Hasheem Thabeet en een draftkeuze. In juli 2012 werd hij terug naar de New York Knicks geruild voor Toney Douglas, Josh Harrellson, Jerome Jordan en twee draftkeuzes. Een seizoen later werd hij geruild naar de Toronto Raptors samen met Steve Novak, Quentin Richardson en drie draftkeuzes voor Andrea Bargnani. Een week later werd zijn contract al ontbonden. Hij tekende nog bij de Houston Rockets maar speelde niet meer voor hen.
Camby was vier seizoenen de speler met de meeste blocks in de NBA (1997/98, 2005/06, 2006/07 en 2007/08). Hij bereikte in seizoen 1998/99 met New York Knicks de NBA-finale. Hoewel zijn ploeggenoten en hij na de reguliere competitie achtste stonden op de plaatsingslijst van het oosten, versloegen ze in de play-offs zowel de nummer een (Miami Heat), twee (Indiana Pacers) als vier (Atlanta Hawks) om zo toch de eindstrijd te bereiken. Daarin verloren ze van San Antonio Spurs (4–1). Camby plaatste zich daarna - met verschillende teams - nog tien keer voor de play-offs, maar kwam nooit meer zo dicht bij de titel. Met andere teams dan New York kwam hij nooit voorbij de eerste ronde.

## Erelijst
- NBA Defensive Player of the Year: 2007
- NBA All-Defensive First Team: 2007, 2008
- NBA All-Defensive Second Team: 2005, 2006
- NBA All-Rookie First Team: 1997
- Nummer 21 teruggetrokken door de UMass Minutemen
- UMass Athletic Hall of Fame: 2010[1]

## Statistieken

### Regulier seizoen
| Seizoen  | Team                   | WG  | WS  | MPW  | 2P%  | 3P%  | FW%  | RPW  | APW | SPW | BPW | PPW  |
| -------- | ---------------------- | --- | --- | ---- | ---- | ---- | ---- | ---- | --- | --- | --- | ---- |
| 1996/97  | Toronto Raptors        | 63  | 38  | 30,1 | 48,2 | 14,3 | 69,3 | 6,3  | 1,5 | 1,0 | 2,1 | 14,8 |
| 1997/98  | Toronto Raptors        | 63  | 58  | 31,8 | 41,2 | 0,0  | 61,1 | 7,4  | 1,8 | 1,1 | 3,7 | 12,1 |
| 1998/99  | New York Knicks        | 46  | 0   | 20,5 | 52,1 | 0,0  | 55,3 | 5,5  | 0,3 | 0,6 | 1,6 | 7,2  |
| 1999/00  | New York Knicks        | 59  | 11  | 26,2 | 48,0 | 50,0 | 67,0 | 7,8  | 0,8 | 0,7 | 2,0 | 10,2 |
| 2000/01  | New York Knicks        | 63  | 63  | 33,8 | 52,4 | 12,5 | 66,7 | 11,5 | 0,8 | 1,0 | 2,2 | 12,0 |
| 2001/02  | New York Knicks        | 29  | 29  | 34,7 | 44,8 | 0,0  | 62,6 | 11,1 | 1,1 | 1,2 | 1,7 | 11,1 |
| 2002/03  | Denver Nuggets         | 29  | 9   | 21,2 | 41,0 | 40,0 | 66,0 | 7,2  | 1,6 | 0,7 | 1,4 | 7,6  |
| 2003/04  | Denver Nuggets         | 72  | 72  | 30,0 | 47,7 | 0,0  | 72,1 | 10,1 | 1,8 | 1,2 | 2,6 | 8,6  |
| 2004/05  | Denver Nuggets         | 66  | 66  | 30,5 | 46,5 | 0,0  | 72,3 | 10,0 | 2,3 | 0,9 | 3,0 | 10,3 |
| 2005/06  | Denver Nuggets         | 56  | 54  | 33,2 | 46,5 | 9,1  | 71,2 | 11,9 | 2,1 | 1,4 | 3,3 | 12,8 |
| 2006/07  | Denver Nuggets         | 70  | 70  | 33,8 | 47,3 | 0,0  | 72,9 | 11,7 | 3,2 | 1,2 | 3,3 | 11,2 |
| 2007/08  | Denver Nuggets         | 79  | 79  | 34,9 | 45,0 | 30,0 | 70,8 | 13,1 | 3,3 | 1,1 | 3,6 | 9,1  |
| 2008/09  | Los Angeles Clippers   | 62  | 55  | 31,0 | 51,2 | 25,0 | 72,5 | 11,1 | 2,0 | 0,8 | 2,1 | 10,3 |
| 2009/10  | Los Angeles Clippers   | 51  | 51  | 31,3 | 46,6 | 33,3 | 65,9 | 12,1 | 3,0 | 1,4 | 1,9 | 7,7  |
| 2009/10  | Portland Trail Blazers | 23  | 23  | 31,2 | 49,7 | 0,0  | 58,1 | 11,1 | 1,5 | 1,1 | 2,0 | 7,0  |
| 2010/11  | Portland Trail Blazers | 59  | 51  | 26,1 | 39,8 | 0,0  | 61,4 | 10,3 | 2,1 | 0,7 | 1,6 | 4,7  |
| 2011/12  | Portland Trail Blazers | 40  | 40  | 22,4 | 41,6 | 0,0  | 47,4 | 8,8  | 1,9 | 0,8 | 1,4 | 3,8  |
| 2011/12  | Houston Rockets        | 19  | 13  | 24,1 | 48,4 | 40,0 | 42,3 | 9,3  | 1,7 | 0,9 | 1,5 | 7,1  |
| 2012/13  | New York Knicks        | 24  | 4   | 10,4 | 32,1 | 0,0  | 42,1 | 3,3  | 0,6 | 0,3 | 0,6 | 1,8  |
| Carrière | Carrière               | 973 | 786 | 29,5 | 46,6 | 20,5 | 67,0 | 9,8  | 1,9 | 1,0 | 2,4 | 9,5  |

### play-offs
| Seizoen  | Team                   | WG | WS | MPW  | 2P%   | 3P%   | FW%  | RPW  | APW | SPW | BPW | PPW  |
| -------- | ---------------------- | -- | -- | ---- | ----- | ----- | ---- | ---- | --- | --- | --- | ---- |
| 1998/99  | New York Knicks        | 20 | 3  | 25,5 | 56,6  | 0,0   | 61,6 | 7,7  | 0,3 | 1,2 | 1,9 | 10,4 |
| 1999/00  | New York Knicks        | 16 | 0  | 24,1 | 33,7  | 0,0   | 61,3 | 7,0  | 0,4 | 0,5 | 1,4 | 4,8  |
| 2000/01  | New York Knicks        | 4  | 4  | 35,3 | 38,5  | 0,0   | 38,5 | 8,0  | 1,8 | 0,5 | 2,3 | 6,3  |
| 2003/04  | Denver Nuggets         | 5  | 5  | 38,8 | 49,1  | 50,0  | 57,1 | 11,4 | 2,4 | 0,8 | 1,4 | 12,6 |
| 2004/05  | Denver Nuggets         | 5  | 5  | 36,8 | 41,5  | 0,0   | 63,0 | 11,2 | 1,8 | 0,6 | 3,2 | 10,2 |
| 2005/06  | Denver Nuggets         | 5  | 5  | 35,0 | 41,9  | 0,0   | 55,6 | 11,0 | 2,2 | 0,8 | 2,8 | 11,4 |
| 2006/07  | Denver Nuggets         | 5  | 5  | 36,8 | 37,8  | 0,0   | 66,7 | 14,8 | 2,0 | 0,8 | 3,2 | 7,6  |
| 2007/08  | Denver Nuggets         | 4  | 4  | 31,0 | 23,8  | 100,0 | 33,3 | 13,3 | 3,0 | 1,0 | 3,0 | 3,3  |
| 2009/10  | Portland Trail Blazers | 6  | 6  | 29,7 | 42,1  | 0,0   | 50,0 | 10,0 | 2,3 | 0,7 | 1,2 | 5,8  |
| 2010/11  | Portland Trail Blazers | 6  | 6  | 27,8 | 45,5  | 100,0 | 0,0  | 9,7  | 1,3 | 0,7 | 1,5 | 3,5  |
| 2012/13  | New York Knicks        | 3  | 0  | 1,0  | 100,0 | 0,0   | 0,0  | 0,7  | 0,0 | 0,0 | 0,0 | 0,7  |
| Carrière | Carrière               | 79 | 43 | 28,4 | 44,3  | 42,9  | 57,8 | 9,0  | 1,2 | 0,8 | 1,9 | 7,5  |